# Изложба „Нови чланови” (2009)
Изложба „Нови чланови” се одржала у периоду од 12. до 28. фебруара 2009. године у Уметничком павиљону „Цвијета Зузорић”.

## Излагачи

### Сликари
1. Дина Беланчић
2. Драгана Николић Бојић
3. Иван Видановић
4. Владимир Винкић
5. Небојша Вукадиновић
6. Јелица Вуковић
7. Марија Гужвица
8. Маја Марион Дедић
9. Небојша Деспотовић
10. Немања Ђорђевић
11. Коштана Ђурић
12. Предраг Ђукић
13. Смиља Иветић
14. Зоран Коматиновић
15. Ненад Костић
16. Марија Котевска
17. Ђорђе Матковић
18. Бранислав Михајловић
19. Маријан Мушкиња
20. Слађана Павловић
21. Милан Парадиновић
22. Милана Пауновић
23. Кристина Рачић
24. Ибрахим Реџобић
25. Маја Радојковић
26. Бојан Радојчић
27. Анђелија Роглић
28. Ђорђе Савић
29. Марија Стоиљковић
30. Маријана Стоиљковић
31. Александра Стојаковић
32. Ивана Тодоровић
33. Сања Црњански
34. Јелена Анастасија Штампфл
35. Иван Шулетић
36. Тамара Шенекар

### Графичари
1. Јелена Арсенијевић
2. Никола Велицки
3. Драган Добросављевић
4. Маја Ђуровић
5. Милица Грковић Јауковић
6. Владимир Лалић
7. Слађана Маринковић
8. Сандра Мркајић
9. Весна Опавски
10. Ксенија Пантелић
11. Јована Ћосић

### Вајари
1. Милена Вељковић
2. Михаило Герун

### Проширени медији
1. Антеа Аризановић
2. Светлана Ашнер
3. Невена Драгосавац
4. Дамјан Ковачевић
5. Бојана Лукић
6. Ана Недељковић
7. Бојан Митровић
8. Милан Михаиловић
9. Јелена Рубил
10. Марта Попивода
11. Зорица Шормаз